# Pain (band)
 For alternative betydninger, se Pain. (Se også artikler, som begynder med Pain)
Pain er et industrial metal-band dannet i 1997 i Sverige som et hobbyprojekt af Peter Tägtgren hvis ide var at sammensmelte technoelementer med heavy metal. Tägtgren som også er vokalist/guitarist for Hypocrisy og producer i hans eget Abyss studios er det eneste nuværende medlem. Pains debutalbum blev udgivet i 1997 og siden da har bandet udgivet fire albums mere og en DVD. Tidligt i februar 2006 oplyste blabbermouth.net at pain havde skrevet kontrakt med Roadrunner Records.

## Diskografi

### Albums
- Pain – (1997)
- Rebirth – (1999)
- Nothing Remains the Same – (2002)
- Dancing With The Dead – (2005)
- Psalms of Extinction – (2007)
- Cynic Paradise – (2009)
- Coming Home – (2016)

### DVDs
- Live Is Overrated – (2005)
- We Come in Peace – (2012)

## Medlemmer

### Nuværende
- Peter Tägtgren – Vokal, alle instrumenter (1997-)

### Periodemedlemmer
- Alexi Laiho – Guitarsolo ("Just Think Again") (2007)
- Peter Iwers – Bas ("Save Your Prayers", "Nailed to the Ground") (2007)
- Horgh (Reidar Horghagen) – Trommer (Rebirth) (1999)
- Mikkey Dee – Trommer ("Zombie Slam") (2007)

### Livemedlemmer
- Michael Bohlin – Guitar
- Mathias Kamijo – Guitar
- Andrea Odendahl – Guitar (2005)
- Saroth (Yngve Liljebäck) – Bas
- Alla Fedynitch – Bas (2005)
- André Skaug – Bas (2007)
- Horgh (Reidar Horghagen) – Trommer (1999)
- David Wallin – Trommer (2005)